# Fiachna III mac Demmáin
Fiachna III mac Demmáin (zm. 627 r.)  – król Ulaidu (Ulsteru) z dynastii Dál Fiatach od 626 r. do swej śmierci, syn króla Ulaidu Demmána mac Cairill oraz Garb z Cenél nEógain, córki Illanna mac Eógain, wnuka Nialla I od Dziewięciu Zakładników, arcykróla Irlandii.
Pierwsza wzmianka o nim w kronikach irlandzkich dotyczy jego udziału w bitwie pod Cúl Choíl (prawdopodobnie Kilkeel, ob. hrabstwo Down) w 602 r. Uciekł z bitwy, dając zwycięstwo królowi Ulaidu, Fiachnie II mac Báetáin z Dál nAraidi. Ta bitwa była jedną z wielu walk tych dwu rywalizujących klanów o zwierzchnictwo nad Ulaidem. W 626 r. doszło do kolejnej walki między tymi dwoma rywalami. W bitwie pod Leithet Midind w Drong (Knocklayd, ob. hrabstwo Antrim) Fiachna mac Demmáin zwyciężył Fiachnę II mac Báetáin. Ten ginąc w bitwie, utracił tron Ulaidu na rzecz rywala. Fiachna III niezbyt długo cieszył się władzą. W 627 r. został pokonany i zabity z ręki Connada Cerra (zm. 629), króla Dalriady, w bitwie pod Ard Corann. Roczniki z Clonmacnoise podały, że to była zemsta za śmierć Fiachny II mac Báetáin.

## Rodzina
Jego żonami były: Cumne Dub („Czarna”), córka Furadrána, syna Bécca z Uí Tuirtre, oraz Cumne (Cummíne) Find („Biała”), córka Báetána, syna Eochaida V mac Condlai, króla Dál nAraidi i Ulaidu. Pierwsza z nich była wcześniej żoną jego stryja, Báetána mac Cairill (zm. 581 r.). Zaś Cumne Find była siostrą jego wroga, Fiachny II mac Báetáin. Fiachna III miał czterech synów i córkę:
- Dúnchad mac Fíachnai (zm. ok. 644 r.), syn Cumne Dub, przyszły król Ulaidu
- Máel Dúin, syn Cumne Dub, zginął w Descert Maigi (prawdopodobnie Disert Moigh, w pobliżu Banbridge) z ręki brata Dúnchada, zabójca swych braci przyrodnich, synów króla Báetána mac Cairill oraz Cumne Dub, w forcie Mogno (605 r.)
- Dublacha, córka Cumne Dub, żona Mongana mac Fiachnai, syna Fiachny II mac Báetáin, króla Ulaidu
- Suibne, syn Cumne Find; a quo Cenél Suibni, pradziadek Rechtabry (ok. 730 r.), syna Áeda, syna Colcu mac Suibne
- Máel Coba mac Fíachnai (zm. 647 r.), syn Cumne Find, przyszły król Ulaidu